# ۳۰ فوریه
در تقویم گرگوری، ماه فوریه در سال‌های عادی ۲۸ روز و در سال‌های کبیسه ۲۹ روز دارد. ولی در تقویم‌های دیگر مواردی از ۳۰ فوریه وجود داشته‌است.

## تقویم سوئدی
قلمرو سوئد (که در آن زمان شامل فنلاند نیز بود) تصمیم داشت که تغییر از تقویم یولیانی به تقویم گرگوری را در سال ۱۷۰۰ آغاز کند و در چهل سال آینده روزهای کبیسه را بیندازد. بنابراین در سوئد سال ۱۷۰۰ را کبیسه نگرفتند ولی برخلاف برنامهٔ قبلی، هردوی سال‌های ۱۷۰۴ و ۱۷۰۸ را کبیسه گرفتند. این مسئله باعث شد که تقویم سوئد یک روز از تقویم یولیانی جلو بیفتد ولی هنوز ده روز از تقویم گرگوری عقب باشد. در سال ۱۷۱۲ تقویم را به تقویم یولیانی برگرداندند و دو روز را کبیسه گرفتند، که باعث شد آن سال یک روز ۳۰ فوریه داشته باشد. این روز در تقویم یولیانی معادل ۲۹ فوریه و در تقویم گرگوری معادل ۱۱ مارس بود. تغییر تقویم سوئد به تقویم گرگوری بالاخره در سال ۱۷۵۳ انجام شد.

## تقویم انقلابی شوروی
در ۱۹۲۹، اتحاد جماهیر شوروی یک تقویم انقلابی تعریف کرد که در آن هر ماه کاری ۳۰ روز داشت و پنج یا شش روز باقی‌مانده تعطیل و «بی‌ماه» بودند. در این تقویم در سال ۱۹۳۰ و ۱۹۳۱ روز ۳۰ فوریه وجود داشت؛ تقویم انقلابی در سال ۱۹۳۱ ملغی شد.
با این وجود، در خلال این مدت، تقویم گرگوری در شوروی استفاده می‌شد. این مسئله با مراجعه به شماره‌های متوالی روزنامهٔ پراودا، روزنامهٔ رسمی حزب کمونیست، تأیید می‌شود که بر اساس آن ماه فوریه در سال‌های ۱۹۳۰ و ۱۹۳۱ بیست و هشت روز و در سال ۱۹۳۲ بیست و نه روز داشته‌است که با قواعد تقویم گرگوری مطابق است.